# Benedykt Makrai
Benedykt Makrai (Benedykt Makray, łac. Benedictus de Macra) – węgierski rycerz i dyplomata.
Benedykt Makrai urodził się w drugiej połowie lat 60. XIV wieku, jego rodzina pochodziła prawdopodobnie z drobnej szlachty komitatu Zaránd w dzisiejszej Rumunii. Po ukończeniu edukacji w rodzinnym kraju udał się na studia do Pragi, które kontynuował w latach 1383–1387, uzyskując tytuł magistra. Prawdopodobnie w 1390 roku przeniósł się do Wiednia, gdzie wykładał astronomię. Następnie udał się na studia prawnicze do Paryża i kolejno do Padwy.
Po powrocie do kraju zaangażował się w konflikt pomiędzy stronnictwami Zygmunta Luksemburskiego i Władysława z Durazzo, popierając tego drugiego. W 1403 roku Władysław przegrał jednak z Zygmuntem, zaś Makrai, jako jeden z jego stronników, został uwięziony. Na skutek interwencji u Zygmunta Luksemburskiego uczonych z paryskiej Sorbony został jednak zwolniony.
Od tego czasu Makrai wiernie służył władcy, zyskując jego duże zaufanie i podejmując kolejne trudne misje dyplomatyczne. Odbył w tych celach podróże do Katalonii, Francji i Anglii.
W okresie od 1412–1413 był odpowiedzialny za dokumentację sporu polsko-krzyżackiego po wielkiej wojnie z zakonem, w którym Zygmunt Luksemburski podjął się roli arbitra, sam Makrai działał zaś jako subarbiter. W listopadzie 1412 roku dotarł do Brześcia Kujawskiego, po czym udał się w podróż po Polsce, Litwie, Mazowszu i Pomorzu Słupskim. W swym postępowaniu, darząc Polaków sympatią, naraził się stronie krzyżackiej, która zarzucała mu stronniczość i ostatecznie odmówiła udziału w procesie polubownym. Ostatecznie rozwiązano tylko niektóre kwestie sporne, głównie pomniejsze, oraz zapewniono trwanie pokoju aż do wojny głodowej.
Po zakończeniu misji w Polsce był jednym z najbliższych doradców prawnych króla Zygmunta na soborze w Konstancji, który miał miejsce w latach 1414–1418.